# Стандарт разложения (телевидение)
Станда́рт разложе́ния, форма́т развёртки — характеристика стандарта телевизионного вещания и видеозаписи, определяющая количество строк изображения, частоту смены кадров (полей), а также режим развёртки. Телевизионная развёртка применяется не только в телевидении, но и в других областях, требующих отображения информации, в том числе в компьютерных мониторах. Поэтому, стандарты разложения относятся к компьютерной графике и цифровым видеоинтерфейсам.
От стандарта разложения зависит чёткость получаемого изображения и ширина полосы частот, занимаемая телевизионными каналами.

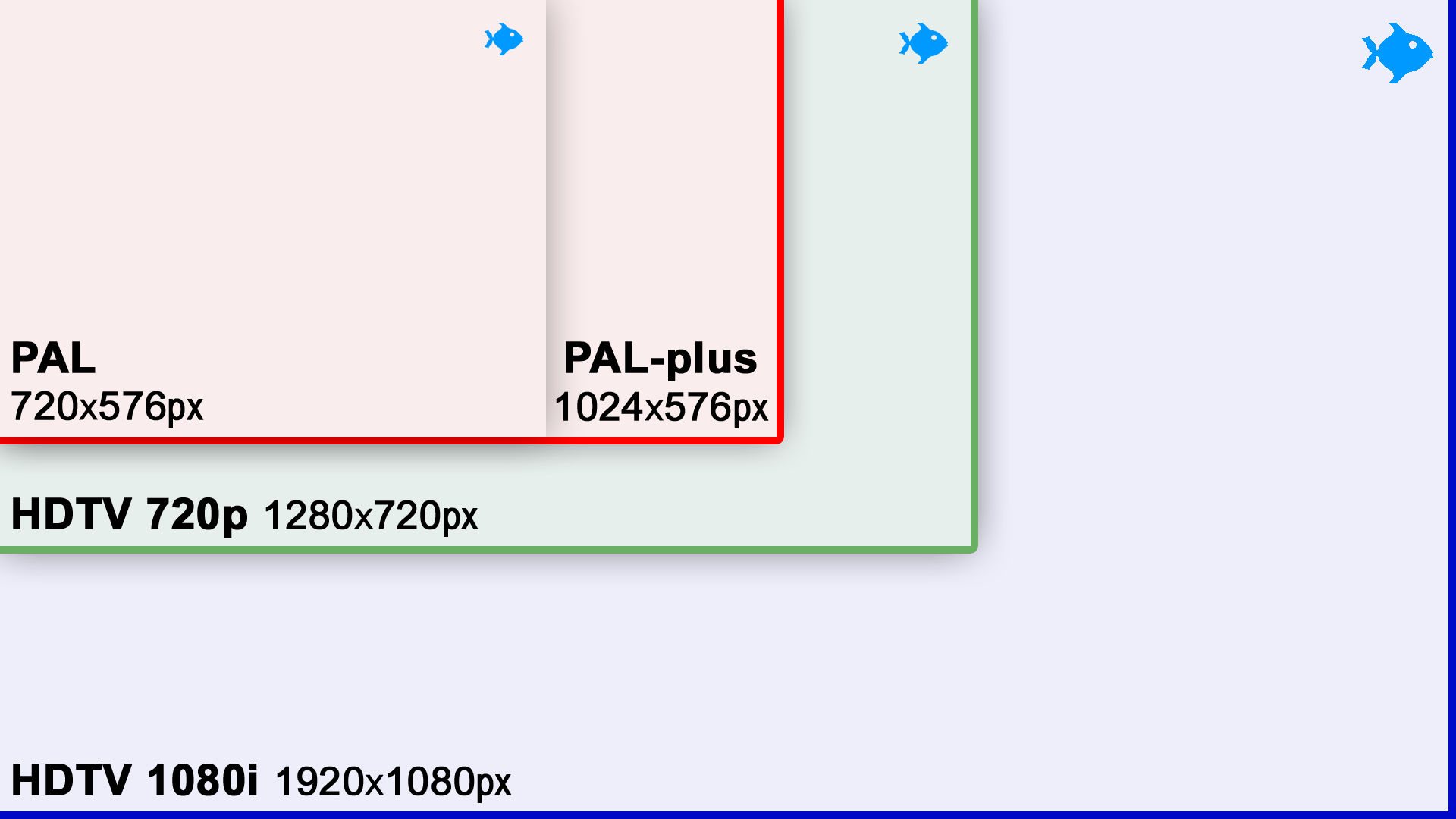
Сравнительная информационная ёмкость изображения разных стандартов разложения

## Основные характеристики
Стандарт разложения характеризуется количеством строк, кадровой частотой и используемой разновидностью развёртки.

### Количество строк изображения
Основными стандартами разложения принято считать европейский 625/50, утверждённый МККР в 1952 году, и американский 525/60, принятый в США в 1941 году национальной комиссией NTSC-I, созванной FCC в 1940 году. В первом изображение передается при помощи 625 строк в 2 полукадрах (по 288 в активной части кадра) с частотой их следования 50 Гц, а во втором при помощи 525 строк с частотой 60 полукадров в секунду. Существующие до сегодняшнего дня стандарты разложения появились в эпоху электронно-лучевых трубок и несут след этих технологий. Они содержат область гашения, поэтому число строк в каждом стандарте превышает их количество, реально участвующее в построении изображения. Часть строк генерировалась горизонтальной отклоняющей катушкой вхолостую во время обратного хода кадровой развертки, и вынужденно включалась в стандарт, который фактически отражает полное количество периодов строчной развёртки, приходящееся на один период кадровой. В европейском стандарте разложения, принятом в России по ГОСТ 7845-79, из 625 передаваемых строк активных только 576, поэтому в компьютерной графике этому стандарту разложения соответствует разрешение 576i (480i в американском стандарте).
Количество строк систем аналогового телевидения выбиралось исходя из того, что при чересстрочной развёртке оно должно быть нечётным, а при прогрессивной — чётным. Конструирование систем кадровой и строчной развёрток предполагает кратное соотношение их рабочих частот для устойчивой работы. При таких соотношениях, соответствующих простым числам, строчную частоту можно получать при помощи относительно простых цепей последовательного умножения кадровой. Такой подход предполагает строгую математическую зависимость между количеством строк и кадровой частотой стандарта, поэтому при создании большинства стандартов использованы произведения целых чисел, не превышающих 7. При выборе кадровых частот, кратных частоте промышленного переменного тока, наличие множителей, кратных 50 или 60, предопределяет применимость стандартов в разных странах с разными параметрами электроэнергетики.
- 2 × 3 × 5 = 30 строк с прогрессивной развёрткой: довоенные системы малострочного механического телевидения, действовавшие в Америке, Европе и в СССР;
- 2 × 3 × 3 × 5 = 90 строк с прогрессивной развёрткой;
- 2 × 2 × 2 × 2 × 2 × 3 = 96 строк с прогрессивной развёрткой;
- 2 × 2 × 3 × 3 × 5 = 180 строк с прогрессивной развёрткой при 25 кадрах в секунду: система, использовавшаяся в Германии с марта 1935 года до перехода на 441-строчную систему[5];
- 2 × 2 × 2 × 2 × 3 × 5 = 240 строк, 25 полных кадров в секунду: британская экспериментальная система Бэйрда. С 1936 года стандарт использовался в первой электронной системе советской разработки, реализованной на ленинградском телецентре[6][7];
- 3 × 3 × 3 × 3 × 3 = 243 строки с чересстрочной развёрткой;
- 7 × 7 × 7 = 343 строки с чересстрочной развёрткой: ранний североамериканский и довоенный польский стандарт, также использовавшийся до введения 441-строчного стандарта на московском телецентре, оснащённом оборудованием RCA[8]. Произведение не содержит ни одного множителя, кратного частотам 50 и 60 Гц. Это и предопределило недолгую жизнь стандарта, от которого отказались сразу после войны;
- 3 × 5 × 5 × 5 = 375 строк;
- 3 × 3 × 3 × 3 × 5 = 405 строк, 50 полукадров в секунду: первая британская система электронного вещания BBC-1, внедрённая в 1936 году. Таким же количеством строк обладала система механического телевидения Scophony[9];
- 2 × 2 × 2 × 5 × 11 = 440 строк с прогрессивной развёрткой;
- 3 × 3 × 7 × 7 = 441 строка: чересстрочный стандарт RCA (60 полукадров в секунду), действовавший в США до внедрения современного стандарта на 525 строк[10], а также на советском телевидении (50 полукадров в секунду) до мая 1951 года[1]. Официально утверждён в качестве вещательного стандарта СССР 27 декабря 1940 года вместо 343-строчного (ГОСТ 60—40[11]), но фактически не использовался из-за войны[12]. Также применялся во Франции, Италии и Германии[8];
- 2 × 3 × 3 × 5 × 5 = 450 строк с прогрессивной развёрткой;
- 5 × 7 × 13 = 455 строк: французский довоенный стандарт, использовавшийся параллельно с 441-строчным;
- 3 × 5 × 5 × 7 = 525 строк, 60 полукадров в секунду: современная американская система телевидения стандартной чёткости;
- 3 × 3 × 3 × 3 × 7 = 567 строк: голландский послевоенный стандарт;
- 5 × 11 × 11 = 605 строк: система, предложенная в США незадолго до внедрения системы на 525 строк;
- 5 × 5 × 5 × 5 = 625 строк, 50 полукадров в секунду: современная европейская система телевидения стандартной чёткости;
- 3 × 3 × 7 × 13 = 819 строк, 50 полукадров в секунду: французский аналоговый стандарт 1949 года;
- 3 × 7 × 7 × 7 = 1029 строк: нереализованный французский стандарт, предложенный в 1948 году;
- 2 × 3 × 5 × 5 × 5 = 750 строк с прогрессивной развёрткой и частотой 50 кадров в секунду. Используется в цифровом стандарте HDTV 720p50[Примечание 2];
- 2 × 2 × 2 × 2 × 3 × 3 × 5 = 750 строк с прогрессивной развёрткой и частотой 60 кадров в секунду. Используется в цифровом стандарте HDTV 720p60;
- 3 × 3 × 5 × 5 × 5 = 1125 строк одинаково пригодны для частот 60 и 50 полукадров в секунду: аналоговый стандарт телевидения высокой чёткости, послуживший основой для цифрового стандарта 1080i[Примечание 3];
- 2 × 5 × 5 × 5 × 5 = 1250 строк с кадровой частотой 25 Гц и чересстрочной развёрткой: европейский аналоговый стандарт ТВЧ «Эврика-95», использовавшийся до принятия международного[13];

Четыре последних соотношения актуальны для аналогового телевидения высокой чёткости, действовавшего в некоторых странах до появления современных цифровых стандартов ТВЧ. Современные системы цифрового телевидения высокой чёткости, основанные на предыдущих аналоговых, учитывают только 720 и 1080 активных строк. Кроме того, числовая кратность повышает удобство кодирования в цифровых стандартах.

### Кадровая частота
При выборе частоты смены кадров разработчики стандартов разложения руководствовались физиологическими характеристиками зрительного анализатора человека и общемировым стандартом частоты киносъёмки и проекции, равным 24 кадрам в секунду. Частота кадров телевизионных систем выбиралась максимально близкой к кинематографическим стандартам для удобства телекинопроекции. В то же время, чересстрочная развёртка большинства аналоговых стандартов была компромиссом между заметностью мельканий экрана и шириной полосы частот, занимаемой видеосигналом. Удвоение частоты мельканий по сравнению с кадровой, лежащей ниже физиологического порога заметности, достигнуто последовательной передачей чётных и нечётных строк в двух полях вместо одного кадра.
Частота полей в системах 625/50 и 525/60 также продиктована электронно-лучевыми технологиями. Считалось более удобным конструировать генераторы кадровой развертки с частотой, близкой к частоте промышленного переменного тока. Поэтому в американском стандарте разложения присутствует полукадровая частота 60 Гц, а в европейском — 50. При этом оба стандарта обеспечивают примерно одинаковую ширину полосы видеосигнала за счет близких частот строчной развертки: 15625 Гц и 15734 Гц соответственно.
С появлением системы цветного телевидения NTSC кадровая частота американского стандарта разложения, используемого совместно с этой системой, была уменьшена до 29,97 кадров в секунду. Это требовалось из-за особенностей NTSC, частота поднесущей которой должна быть кратна кадровой, и не повлияло на совместимость с чёрно-белыми телевизорами, рассчитанными на частоту 30 кадров.

### Разновидности развёртки
В различных стандартах разложения могут применяться как чересстрочная, так и прогрессивная развёртки. Первые телевизионные системы, особенно механические, использовали прогрессивную развёртку. Чересстрочная впервые появилась в ранней американской системе 343/60 и в дальнейшем стала стандартом для всех вещательных систем. Однако, наряду с очевидными преимуществами при передаче по ограниченному каналу, чересстрочная развёртка обладает рядом неустранимых недостатков, ухудшающих качество изображения и утомляющих зрение. Появление систем телевидения повышенной чёткости и совершенствование HDTV позволило во многих случаях отказаться от чересстрочной развёртки в пользу более совершенной прогрессивной. Использование последней приводит к удвоению объёма передаваемой информации и не всегда приемлемо для телевещания. Напротив, компьютерные видеоинтерфейсы используют только прогрессивную развёртку для снижения утомляемости при длительной работе с компьютером.
| Стандарт | Год введения | Количество строк | Кадровая частота, Гц | Ширина полосы видео, МГц | Модуляция видео | Модуляция несущей звука | Традиционная цветная система |
| -------- | ------------ | ---------------- | -------------------- | ------------------------ | --------------- | ----------------------- | ---------------------------- |
| A        | 1936         | 405              | 25                   | 3                        | позитивная      | амплитудная             | ч/б                          |
| B        | 1950         | 625              | 25                   | 5                        | негативная      | частотная               | PAL/SECAM                    |
| C        | 1953         | 625              | 25                   | 5                        | позитивная      | амплитудная             | ч/б                          |
| D        | 1948         | 625              | 25                   | 6                        | негативная      | частотная               | PAL/SECAM                    |
| E        | 1949         | 819              | 25                   | 10                       | позитивная      | амплитудная             | ч/б                          |
| F        |              | 819              | 25                   | 5                        | позитивная      | амплитудная             | ч/б                          |
| G        |              | 625              | 25                   | 5                        | негативная      | частотная               | PAL/SECAM                    |
| H        |              | 625              | 25                   | 5                        | негативная      | частотная               | PAL                          |
| I        | 1962         | 625              | 25                   | 5.5                      | негативная      | частотная               | PAL                          |
| J        | 1953         | 525              | 30 (29,97)           | 4.2                      | негативная      | частотная               | NTSC                         |
| K        |              | 625              | 25                   | 6                        | негативная      | частотная               | PAL/SECAM                    |
| K'       |              | 625              | 25                   | 6                        | негативная      | частотная               | SECAM                        |
| L        | 1970-е       | 625              | 25                   | 6                        | позитивная      | амплитудная             | SECAM                        |
| M        | 1941         | 525              | 30 (29,97)           | 4.2                      | негативная      | частотная               | NTSC, PAL (Бразилия)         |
| N        | 1951         | 625              | 25                   | 4.2                      | негативная      | частотная               | PAL                          |

### Устаревшие аналоговые стандарты
Некоторые стандарты, появившиеся одновременно с ныне действующими, не выдержали конкуренции с наиболее распространенными и прекратили своё существование. Так, в Великобритании с 1936 по 1985 годы использовался стандарт «BBC-1» с разложением на 405 строк и чересстрочной разверткой при частоте 50 полей в секунду. После принятия Соединённым Королевством в 1964 году современного общеевропейского стандарта в 625 строк, обе системы существовали параллельно в Британии, Ирландии и некоторых кабельных сетях Гонконга до выработки ресурса телевизоров, выпущенных для старого стандарта. Во Франции с 1949 года был принят стандарт разложения на 819 строк с той же кадровой частотой при чересстрочной развертке. Количество активных строк равнялось 737, поэтому иногда встречается его современное обозначение 737i. Этот стандарт использовался в чёрно-белом телевидении до 1984 года во Франции каналом TF-1 и в Монако, и был первым в мире стандартом высокой четкости. В настоящее время упомянутые стандарты не применяются вследствие несовместимости с общеевропейским. Кроме того, количество строк французского стандарта не имеет ни одного множителя, кратного кадровой частоте, что снижает устойчивость системы.

## Совместимость
Трудности передачи телевизионного сигнала на большие расстояния и сложность генераторов строчной и кадровой развёрток делали бессмысленным изготовление мультистандартных устройств, способных воспроизводить видеосигналы разных стандартов разложения. До появления цифровых устройств вывода все телевизоры поддерживали только один стандарт разложения, и для просмотра видеосигнала, соответствующего другому стандарту, требовался монитор того же стандарта. В противном случае, вместо изображения на экране воспроизводились мелькающие полосы. Телестудии, ретранслируя телесигнал, или покупая видеозапись в чужом стандарте, переводили их в свой, первоначально используя оптическое преобразование, существенно ухудшавшее качество изображения. Появление технологий электронной интерполяции, основанных на кварцевых линиях задержки или на ферритовой памяти, позволило улучшить качество преобразования, поскольку не требовало пересъёмки оптического изображения. В любом случае, в эфир мог попасть только видеосигнал, соответствующий местному вещательному стандарту.
Не менее серьёзные проблемы совместимости разных стандартов разложения существовали при аналоговой магнитной видеозаписи. Независимо от способа записи — поперечно-строчного или наклонно-строчного — каждое телевизионное поле записывается кратным количеством магнитных головок. В наиболее распространённых бытовых форматах VHS и Betamax одно поле записывалось одной головкой за пол-оборота барабана видеоголовок (БВГ). В результате одна секунда видео европейского стандарта разложения записывается на 50 дорожках, «прочерчиваемых» головками на магнитной ленте за 25 оборотов барабана.
Равный по длительности видеосигнал американского стандарта требует 60 дорожек такой же ширины, поэтому скорости перемещения магнитной ленты в видеомагнитофонах одного и того же формата, но рассчитанных на разные стандарты, отличались. Например, в видеоформате VHS стандартная скорость магнитной ленты при частоте 25 кадр/с составляла 2,339 см/с, а при частоте 30 кадр/с — 3,335 см/с. Следствием этого была различная частота вращения БВГ для разных стандартов разложения. Последнее необходимо для соблюдения «принципа строчной корреляции», подразумевающего синфазность расположения строчных синхроимпульсов соседних видеодорожек.
В результате, большинство моделей видеомагнитофонов выпускались в двух вариантах, рассчитанных на конкретный регион, и абсолютно несовместимых. Одной и той же видеокассеты при записи в разных стандартах хватало на разное время. Кассеты формата VHS обозначались «E-180» для «европейских» аппаратов, и «T-120» для «американских», вмещая соответственно 3 и 2 часа видео на ленту примерно одинаковой длины. Несмотря на полную взаимозаменяемость «чистых» кассет одного формата, пригодных для записи любым аппаратом, видеозапись, сделанная видеомагнитофоном, рассчитанным на один стандарт разложения, не могла быть воспроизведена таким же, не рассчитанным на тот же стандарт. То же относится ко всем профессиональным видеомагнитофонам: например, в формате «Бетакам» скорость магнитной ленты при европейском стандарте разложения составляет 10,15 см/с, тогда как при американском — 11,86. Механические отличия лентопротяжных трактов делали создание мультистандартных видеомагнитофонов невозможным, хотя к началу 1980-х годов большинство устройств легко поддерживали любые системы цветного телевидения. К стандартам разложения это не относилось, и проблемы их совместимости остались неразрешёнными вплоть до появления цифровой видеозаписи. Оптические видеодиски, основанные на цифровых стандартах и лишённые сегментированности магнитной записи, могут быть воспроизведены любым устройством своего формата независимо от стандарта разложения записанного изображения.
Интересен тот факт, что VHS и S-VHS — единственные форматы с одинаковой механикой для обоих стандартов 25 и 30 кадр/с, то есть для воспроизведения соответствующей записи достаточно изменить скорость ленты и обороты БВГ. Мультистандартные (525/30 и 625/25) видеомагнитофоны VHS не были редкостью в Европе, но совершенно неизвестны в США.
Появление бытовых устройств цифровой видеозаписи и видеодисков, лишённых проблем совместимости стандартов разложения, потребовали универсальности телевизоров, на которых просматриваются записанные фильмы.
Все современные телевизоры и мониторы выпускаются мультистандартными, то есть они автоматически распознают стандарт разложения входного видеосигнала и переключаются в режим, соответствующий этому стандарту. Они пригодны для просмотра программ аналогового и цифрового телевидения с любым стандартом разложения.
Тем не менее до настоящего времени вещание на конкретной территории может вестись только в стандарте разложения, принятом соответствующими законами и нормативами, поэтому любой видеосигнал, не соответствующий принятому стандарту разложения, перед выходом в эфир в обязательном порядке преобразуется в этот стандарт.

## Стандарты разложения цифрового телевидения
В эпоху современных цифровых технологий вещательные стандарты и форма видеосигнала аналогового телевидения сохраняются прежними, чтобы обеспечить возможность приема изображения телевизорами, использующими электронно-лучевые трубки. Ведь кроме количества строк и полей, стандарт разложения предусматривает также количество и форму синхроимпульсов и гасящих импульсов, необходимых генераторам развёрток таких телевизоров. Новейшие стандарты разложения, принятые в телевидении высокой четкости HDTV, предусматривают только цифровую передачу изображения, но всё равно предусматривают передачу гасящих и синхроимпульсов, занимающих часть сигнала. Эта часть называется областью цифрового гашения. Два основных стандарта HDTV содержат 720 и 1080 строк при полукадровой частоте 50 и 60 Гц. Кроме того, существуют варианты с чересстрочной и прогрессивной (построчной) развертками.
| Стандарт разложения | Развертка     | Разрешение, пикселей | Соотношение сторон | Соотношение сторон | Частота кадров, Гц                            | Применение              |
| Стандарт разложения | Развертка     | Разрешение, пикселей | кадра              | пикселя            | Частота кадров, Гц                            | Применение              |
| ------------------- | ------------- | -------------------- | ------------------ | ------------------ | --------------------------------------------- | ----------------------- |
| 720p                | прогрессивная | 1280x720             | 16:9               | 1:1                | 24, 50, 59.94                                 | HDTV, BD, HD DVD, HDV   |
| 720p                | прогрессивная | 960x720              | 16:9               | 1.33:1             | 23.976, 24, 25, 29.97, 30, 50, 59.94, 60      | DVCPROHD                |
| 720p                | прогрессивная | 960x720              | 4:3                | 1:1                | 25, 29.97                                     | DVCPRO HD               |
| 1080i               | чересстрочная | 1920×1080            | 16:9               | 1:1                | 23.976, 24, 25, 29.97, 30, 50, 59,94, 60      | HDTV, BD, HD DVD, HDV   |
| 1080i               | чересстрочная | 1440×1080            | 16:9               | 1.33:1             | 25, 29.97                                     | HDCAM, HDV, DVCPROHD    |
| 1080i               | чересстрочная | 1440×1080            | 4:3                | 1:1                | 25, 29.97                                     | HDV                     |
| 1080i               | чересстрочная | 1280×1080            | 16:9               | 1.5:1              | 29.97                                         | DVCPRO HD               |
| 1080p               | прогрессивная | 1920×1080            | 16:9               | 1:1                | 23.976, 24, 25, 29.97, 30, 50, 59,94, 60      | HDTV, BD, HD DVD, HDV   |
| 1080p               | прогрессивная | 1440×1080            | 4:3                | 1.33:1             | 24 (23.975), 25, 29.97                        | HDCAM, HDV              |
| 2160p               | прогрессивная | 3840×2160            | 16:9               | 1:1                | 23.976, 24, 25, 29.97, 30, 50, 59.94, 60, 120 | UHDTV1                  |
| 4320p               | прогрессивная | 7680×4320            | 16:9               | 1:1                | 23.976, 24, 25, 29.97, 30, 50, 59.94, 60, 120 | UHDTV2, Super Hi-Vision |

Для обозначения стандартов разложения в цифровом телевидении и видео применяют короткую запись с указанием количества строк в сигнале, режима развёртки («p» или «i») и иногда через косую черту частоту кадров. Например, 1080i/25 означает чересстрочное разложение изображения на 1080 активных строк при частоте полей 50 Гц и частоте кадров, равной 25 Гц или 720p/50, что означает построчное разложение изображения на 720 активных строк при частоте кадров, равной 50 Гц.
- Мобильное видео:
  - 144p/10 (176×144 пикселей, прогрессивная развёртка)
- Телевидение пониженной четкости (LDTV):
  - 240p (320×240 пикселей, прогрессивная развёртка)
  - 288p (352×288 пикселей, прогрессивная развёртка)
- Телевидение стандартной четкости (SDTV):
  - 480i (аналоговый стандарт NTSC имеет 480 строк с чересстрочной разверткой (2 поля по 240 строк))
  - 576i (PAL, 720×576 пикселей, чересстрочная развёртка (2 поля по 288 строк))
- Телевидение повышенной чёткости (EDTV):
  - 480p (720×480 пикселей, прогрессивная развёртка)
  - 576p (720×576 пикселей, прогрессивная развёртка)
- Телевидение высокой чёткости (HDTV):
  - 720p (1280×720 пикселей, прогрессивная развёртка)
  - 1080i (1920×1080 пикселей, чересстрочная развёртка (2 поля по 540 строк))
  - 1080p (1920×1080 пикселей, прогрессивная развёртка)
- Телевидение сверхвысокой чёткости (UHDTV)
  - 2160p UHDTV1 (3840×2160 пикселей, прогрессивная развёртка)
  - 4320p UHDTV2 (7680×4320 пикселей, прогрессивная развёртка)